# MTV Video Music Award – najbardziej nowatorski teledysk
Poniższa lista przedstawia kolejnych zwycięzców nagrody MTV Video Music Awards w kategorii Most Experimental Video. Po raz ostatni tę nagrodę wręczono w 1987 roku.
| Rok  | Wykonawca      | Piosenka            |
| ---- | -------------- | ------------------- |
| 1984 | Herbie Hancock | Rockit              |
| 1985 | Art of Noise   | Close (To the Edit) |
| 1986 | a-ha           | Take On Me          |
| 1987 | Peter Gabriel  | Sledgehammer        |